# 6 anni
6 anni (6 Years) è un film del 2015 diretto da Hannah Fidell. Ben Rosenfield e Taissa Farmiga interpretano, rispettivamente, i due protagonisti Dan e Mel. Tra gli altri attori figurano Lindsay Burdge, Dana Wheeler-Nicholson e Peter Vack.

## Trama
"6 anni" ha come protagonisti due giovani ragazzi, Dan e Mel. Entrambi si stanno per laureare: Mel vuole diventare una maestra elementare, mentre Dan vuole lavorare nella discografia. Sono 6 anni che stanno insieme (e da questo è tratto il nome del film) e sin da piccoli hanno deciso il loro futuro: andare a vivere insieme, sposarsi e avere dei figli. Ma tutto questo cambia dopo che Dan ha un'importante offerta di lavoro che non può rifiutare, diventare assistente capo presso la sede di Brooklyn di una nota casa discografica dove sta finendo lo stage. Dopo varie disavventure i due ragazzi capiscono di non essere più innamorati l'una dell'altro e si lasciano.

## Promozione
Il primo trailer in lingua inglese è stato caricato sul canale YouTube il 1º agosto 2015.

## Distribuzione
Il film è uscito nelle sale cinematografiche il 14 marzo 2015. È stato poi distribuito globalmente su Netflix (in lingua originale con sottotitoli) a partire dall'8 settembre dello stesso anno.